# Greinats
Greinats ist ein Weiler und Ortsteil der kreisfreien Stadt Kempten (Allgäu).
Im Jahr 1374 wurde erstmals ein „Griners“ erwähnt, das zur Herrschaft Wagegg gehörte. 1548 erwarb das Fürststift Kempten Güter und Leute von Greinats. 1819, also ein Jahr nach der Bildung der Gemeinde Sankt Mang, zählte man in Greinats zwei Höfe mit zehn Bewohnern. Greinats gehörte damals zur Hauptmannschaft Lenzfried. 1864 brannte einer der Höfe ab, wurde aber sofort wiederaufgebaut. Im Jahr 1900 wurden zwei Höfe mit zwölf Einwohnern gezählt.
Am 1. August 1954 hatte Greinats acht Einwohner. 1972 wurde Greinats als Ortsteil der Gemeinde Sankt Mang nach Kempten umgegliedert.